# ベイブルース 25歳と364日
『ベイブルース 25歳と364日』（べいぶるーす 25さいと364にち）は、日本のノンフィクション。作者はお笑いタレントの高山トモヒロ。
自身が結成した漫才コンビのベイブルースとその相方で25歳の若さでこの世を去った河本栄得との別れまでを綴ったもので、河本の没後15年の2009年発表。出版を記念して、15回忌イベント「25歳と364日〜ベイブルースよ、伝説に。〜」がなんばグランド花月で開催された。イベントには、NSC同期の雨上がり決死隊、なるみのほか、後輩の千原兄弟、メッセンジャー、中川家なども出演した。
2011年10月には舞台化作品が上演（後述）。
2014年に映画化され、それに伴い幻冬舎より文庫本版が出版された。

## あらすじ
高校の同級生の河本栄得と高山知浩は、吉本興業のお笑い芸人養成学校・NSCを卒業後、漫才コンビ「ベイブルース」を結成する。
ベイブルースは、上方お笑い大賞やABCお笑い新人グランプリなど新人賞を次々と受賞し、若手有望株として注目を浴びていくようになる。
一方でネタ作りと漫才の稽古に励み、笑いの追及に妥協を許さない河本は高山に「おれの精密機械になれ」とツッコミのタイミングからトーンまでを細かくダメ出ししていた。
将来を嘱望され、順調に活動を続けてきていたが、1994年の秋に河本が体調不良を訴える…。

## 舞台
「『RUN』〜ベイブルース 25歳と364日〜」のタイトルで、2011年11月に京橋花月で上演された。メッセンジャー黒田が脚本・演出、高山が監修した。

### キャスト
- 河本栄得 - 松田悟志
- 高山知浩 - 柄谷吾史
- 河本の母 - 末成由美

## 映画
『ベイブルース 〜25歳と364日〜』のタイトルで、2014年10月31日に公開された日本の映画。監督は原作者でもある高山トモヒロ。波岡一喜は映画初主演。
第6回沖縄国際映画祭・Peace部門に出品。第1回京都国際映画祭の特別招待作品。

### キャスト（映画）
- 高山知浩 - 波岡一喜
- 河本栄得 - 趙珉和
- 高山美貴子（知浩の妻） - 安田美沙子
- 高山秋子（知浩の母） - 小川菜摘
- 河本秀子（栄得の母） - 石田えり
- なるみ（ベイブルースとNSC同期生の一人） - 光永[6]
- 柳憂怜
- 申相祐
- 山口馬木也
- 仁科貴
- iLHWA
- かつみ♥
- 梶原雄太
- 遠藤章造
- 宮迫博之
- オール巨人
- 木下ほうか
- 玉山詩
- 向鈴鳥
- 吉山咲羽
- 柿内小凛
- 小島瑞生

### スタッフ
- 監督・原作 - 高山トモヒロ
- 監督補・脚本 - 金田敬